# Triverius
Jérémie de Drijvere, ou Jérémie Trivère, Jérémie Thriveris, en latin Triverius, né à Nederbrakel en 1504 et mort à Louvain vers 1550-1554, est un médecin des Pays-Bas espagnols.

## Biographie
Fils d’un barbier, Jeremias de Drijverei est envoyé à Louvain, au Collegium Trilingue créé par Jérôme de Busleyden. Il y étudie les langues classiques et termine premier de sa promotion en 1522 à l’âge de 18 ans. Il s’inscrit ensuite à la faculté de Médecine tout en occupant déjà un poste de professeur à la Faculté des Arts. On ne sait pas quand il obtint son grade de bachelier mais on est certain qu’il fut admis au Sénat Académique en 1531 comme membre de la “Facultas Artium”. Cette même année, il publie son premier livre Disceptatio de decurissimo victu, a Neotercis perperam praescripto. C’est à cette période qu’il a dû connaître André Vésale, son cadet de dix ans, qui commença en 1531 ses études au Collège Trilingue.
Promu médecin à l’université de Louvain en 1537, il y devient professeur de médecine en 1541. Il s’intéresse à la pathologie et traduit plusieurs œuvres d’Hippocrate et de Galien.
Trivère publie en outre 17 traités originaux, où il fait part de sa propre expérience et de certaines innovations en diagnostic, notamment au sujet de la sémiologie de la gale. Enfin il a participé à la rénovation de l’enseignement médical.
Même s’il est resté adepte de la tradition galéniste, on peut considérer Triverius comme un humaniste qui s’inscrit dans la Renaissance médicale.

## Œuvres
- De missione sanguinis in pleuritide, ac aliis phlegmonis tam externis quam internis omnibus cum Petro Brissoto & Leonardo Fuchsio disceptatio ad medicos Parisienses, Louvain, Bartholomaeus Gravius, 1532
- Novi et integri commentarii in omnes Galeni libros de temperamentis, Lyon, Guillaume Rouillé, 1547 Lire en ligne sur Gallica.
- In tekhnike Galeni clarissimi commentarii, Lyon, Godefroy et Marcellin Beringen, 1547 Lire en ligne sur Gallica.
- In Polybum, aut Hippocratem, de ratione victus idiotarum aut privatorum commentarius, Lyon, Godefroy et  Marcellin Beringen, 1548 Lire en ligne sur Gallica.
- Commentarii in VII libros Aphorismorum Hippocratis, Lyon, héritiers de Jacopo Giunta, 1551 Lire en ligne sur Gallica.
- Commentarii in Hippocratem de ratione victus in morbis acutis, Lyon, 1552 Lire en ligne sur Gallica.
- Les aphorismes d'Hippocrates avec le commentaire de Galien sur le premier livre traduicts de grec en françois par M. J. Breche avec annotations par ledict Breche. Plus les aphorismes de J. Damascène, ensemble une Epitome sur les trois livres des tempéraments de Galien , Lyon, Jean-Antoine Huguetan, 1605.